# Judd Bankert
Judd Charles Bankert (ur. 9 września 1949 w Grand Rapids) – guamski biathlonista, jedyny w historii reprezentant Guamu na Zimowych Igrzyskach Olimpijskich.
Bankert urodził się w Grand Rapids w stanie Michigan. Ukończył Michigan State University. Po ukończeniu studiów pracował w Detroit, a po zakończeniu pracy przeniósł się na Guam wraz z żoną córką. W 1984 złamał biodro. Po przezwyciężeniu tego wypadku trenował pływanie i podnoszenie ciężarów. W 1987 ponownie przeniósł się do Stanów Zjednoczonych, a konkretnie do Bellingham. Trenerem Bankerta został Richard Domey, który miał rozległe doświadczenie zarówno w strzelaniu, jak i w biegach co pomogło Bankertowi polepszyć umiejętności w strzelaniu i bieganiu. Po dziewięciu miesiącach trenowania Bankert był w stanie zakwalifikować się do olimpijskiego konkursu. Kilka dni później niósł flagę Guamu na igrzyskach w Calgary, będąc chorążym ekipy i jednocześnie jej jedynym członkiem.
Startując w sprincie trafił tylko dwie z dziesięciu tarcz co wpłynęło na jego czas końcowy. Czas biegu wyniósł 45:37.1 co dało mu 71. miejsce. Przed nim uplasował się Argentyńczyk Gustavo Giro z czasem 36:38.1, zaś za Bankertem był zawodnik z Portoryka Elliot Archilla, który uzyskał czas 47:47.4.
Po igrzyskach powrócił do Guamu jako konsultant, jednak szybko wrócił do Stanów Zjednoczonych. Bankert obecnie mieszka z żoną w Staunton w Wirginii.

## Wyniki

### Biathlon
- Judd Bankert – sprint (bieg na 10 km) 71. miejsce 45:37.1[1]